# Campeonato Sul-Mato-Grossense 2009
In 2009 werd het 31ste Campeonato Sul-Mato-Grossense gespeeld voor clubs uit de Braziliaanse staat Mato Grosso do Sul. De competitie werd georganiseerd door de Federação de Futebol de Mato Grosso do Sul en werd gespeeld van 31 januari tot 22 juli. Naviraiense werd kampioen.

## Eerste fase

### Groep A
| Plaats | Club             | Wed. | W | G | V  | Saldo | Ptn. |
| ------ | ---------------- | ---- | - | - | -- | ----- | ---- |
| 1.     | Naviraiense      | 16   | 9 | 7 | 0  | 36:14 | 34   |
| 2.     | Águia Negra      | 16   | 9 | 6 | 1  | 35:18 | 33   |
| 3.     | Ivinhema         | 16   | 9 | 3 | 4  | 33:14 | 30   |
| 4.     | Sete de Dourados | 16   | 7 | 4 | 5  | 26:24 | 25   |
| 5.     | Aquidauanense    | 16   | 7 | 4 | 5  | 15:18 | 25   |
| 6.     | Corumbaense      | 16   | 7 | 3 | 6  | 23:22 | 24   |
| 7.     | Pantanal         | 16   | 3 | 5 | 8  | 16:38 | 14   |
| 8.     | Comercial        | 16   | 2 | 1 | 13 | 20:33 | 7    |
| 9.     | Maracaju         | 16   | 2 | 1 | 13 | 19:42 | 7    |

|  | Geplaatst voor tweede fase |
|  | Degradatie                 |

### Groep B
| Plaats | Club       | Wed. | W  | G | V  | Saldo | Ptn. |
| ------ | ---------- | ---- | -- | - | -- | ----- | ---- |
| 1.     | Itaporã    | 16   | 11 | 3 | 2  | 40:13 | 36   |
| 2.     | CENA       | 16   | 10 | 2 | 4  | 32:22 | 32   |
| 3.     | CENE       | 16   | 9  | 4 | 3  | 33:19 | 31   |
| 4.     | Costa Rica | 16   | 9  | 2 | 5  | 31:22 | 29   |
| 5.     | Misto      | 16   | 7  | 6 | 3  | 23:13 | 27   |
| 6.     | União      | 16   | 4  | 3 | 9  | 23:33 | 15   |
| 7.     | Rio Verde  | 16   | 3  | 4 | 9  | 22:42 | 13   |
| 8.     | Coxim      | 16   | 3  | 3 | 10 | 15:30 | 12   |
| 9.     | Operário   | 16   | 2  | 1 | 13 | 14:39 | 7    |

|  | Geplaatst voor tweede fase |
|  | Degradatie                 |

### Groep C
| Plaats | Club             | Wed. | W | G | V | Saldo | Ptn. |
| ------ | ---------------- | ---- | - | - | - | ----- | ---- |
| 1.     | Ivinhema         | 10   | 5 | 4 | 1 | 18:10 | 19   |
| 2.     | Naviraiense      | 10   | 5 | 3 | 2 | 18:11 | 18   |
| 3.     | Águia Negra      | 10   | 5 | 2 | 3 | 18:13 | 17   |
| 4.     | Sete de Dourados | 10   | 3 | 1 | 6 | 14:17 | 10   |
| 5.     | Aquidauanense    | 10   | 2 | 4 | 4 | 7:18  | 10   |

|  | Geplaatst voor derde fase |

### Groep D
| Plaats | Club       | Wed. | W | G | V | Saldo | Ptn. |
| ------ | ---------- | ---- | - | - | - | ----- | ---- |
| 1.     | Itaporã    | 10   | 5 | 1 | 4 | 14:7  | 16   |
| 2.     | Costa Rica | 10   | 3 | 4 | 3 | 16:13 | 13   |
| 3.     | Misto      | 10   | 3 | 3 | 4 | 13:16 | 12   |
| 4.     | CENE       | 10   | 3 | 2 | 5 | 11:17 | 11   |
| 5.     | CENA       | 10   | 2 | 4 | 4 | 15:22 | 10   |

|  | Geplaatst voor derde fase |

## Derde fase
| Plaats | Club        | Wed. | W | G | V | Saldo | Ptn. |
| ------ | ----------- | ---- | - | - | - | ----- | ---- |
| 1.     | Ivinhema    | 6    | 3 | 2 | 1 | 8:5   | 11   |
| 2.     | Naviraiense | 6    | 2 | 4 | 0 | 7:4   | 10   |
| 3.     | Itaporã     | 6    | 1 | 4 | 1 | 5:4   | 7    |
| 4.     | Águia Negra | 6    | 0 | 2 | 4 | 4:11  | 2    |

|  | Geplaatst voor finale |

## Finale
|              |             |       |          |                  |
| 15 juli Heen | Naviraiense | 0 – 0 | Ivinhema | Virotão, Naviraí |
| 15 juli Heen |             |       |          | Virotão, Naviraí |

|               |               |       |                            |                                        |
| 22 juli Terug | Ivinhema      | 2 – 1 | Naviraiense                | Saraivão, Ivinhema Toeschouwers: 5.000 |
| 22 juli Terug | Marquinhos 1' |       | 12' Campanário 72' Andrade | Saraivão, Ivinhema Toeschouwers: 5.000 |

### Kampioen
| Campeonato Sul-Mato-Grossense de 2009 |
| Mato Grosso do Sul                    |
| ------------------------------------- |
| NAVIRAIENSE Kampioen (1° titel)       |